# ناحیه کالونگو
ناحیه کالونگو (به لاتین: Kalungu District) یک منطقهٔ مسکونی در اوگاندا است که در استان مرکزی، اوگاندا واقع شده‌است. ناحیه کالونگو ۱۷۷٬۲۰۰ نفر جمعیت دارد.